# Brian d foy
brian d foy [sic] (...) è un programmatore statunitense.

## Carriera
È stato autore ed editore di The Perl Review, rivista sul linguaggio di programmazione Perl, e co-autore di diversi libri sul linguaggio, tra i quali Learning Perl, Intermediate Perl e Mastering Perl. È uno dei fondatori di Perl Mongers e fondatore dei White Camel Awards, e interviene frequentemente in conferenze come The Perl Conference e Yet Another Perl Conference (YAPC). È autore di diversi moduli su CPAN e maintainer della sezione perlfaq della documentazione di Perl. È stato partner di Stonehenge Consulting Services dal 1998 al 2009.
Nel 2014 ha ridato vita al progetto PerlPowerTools (PPT), avviato nel febbraio 1999 da  Tom Christiansen per creare una toolbox unificata per BSD reimplementando i comandi Unix in Perl.

## Ortografia del nome
Su sua stessa indicazione, il nome "brian d foy" andrebbe sempre scritto tutto maiuscolo oppure tutto minuscolo, preferibilmente minuscolo, e la "d" non deve essere punteggiata, in quanto non è un'abbreviazione, né omessa, in quanto è parte integrante della seconda parte del nome ("d foy").

## Pubblicazioni
- Learning Perl, ISBN 0-596-10105-8 (fourth edition, 2005)
- Learning Perl, ISBN 978-0-596-52010-6 (fifth edition, 2008)
- Learning Perl, ISBN 978-1-44930-358-7 (sixth edition, 2011)
- Learning Perl, ISBN 978-1-49195-432-4 (seventh edition, 2016)
- Student Workbook for Learning Perl, ISBN 0-596-00996-8 (2005)
- Learning Perl Student Workbook, ISBN 1-4493-2806-7 (second edition, 2012)
- Intermediate Perl, ISBN 0-596-10206-2 (2006)
- Intermediate Perl, ISBN 978-1-4493-9309-0 (second edition, 2012)
- Mastering Perl, ISBN 978-0-596-52724-2 (2007)
- Mastering Perl, ISBN 978-1-44939-311-3 (second edition, 2014)
- Effective Perl Programming: Ways to Write Better, More Idiomatic Perl, ISBN 978-0-321-49694-2 (second edition, 2010)
- Programming Perl, ISBN 0-596-00492-3 (fourth edition, 2011)